# Bajkał
Bajkał (ros. Байкал) – jezioro tektoniczne w azjatyckiej części Rosji, w Buriacji i obwodzie irkuckim. Jest najstarszym i najgłębszym jeziorem na świecie, a pod względem powierzchni drugim jeziorem w Azji i siódmym na świecie.

## Położenie
Leży w rowie tektonicznym, lustro wody znajduje się na wysokości 456 m n.p.m. Rozciąga się na długości 636 km; maksymalna szerokość wynosi 79 km. Wokół jeziora jest wiele pasm górskich powstałych w orogenezie bajkalskiej (tzw. bajkalidy). Na północno-zachodnim brzegu są Góry Bajkalskie o wysokości do 2588 m n.p.m.(Góra Czerskiego). Na południowy zachód od nich, wzdłuż zachodniego brzegu ciągną się Góry Przymorskie. Góry Barguzińskie na brzegu północno-wschodnim sięgają 2841 m n.p.m. (Pik Bajkał), od których na południowy zachód ciągnie się pasmo Ułan-Burgasy. Od strony południowo-wschodniej nad jeziorem wznosi się pasmo Chamar-Daban sięgające 2995 m n.p.m. (Bajszynt-Uła).

## Głębokość i powierzchnia
Pierwsze pomiary głębokości Bajkału prowadzono w XVII w., gdy dotarło tam większe osadnictwo rosyjskie. W latach 1869–1876 głębokość południowej części jeziora mierzyli Polacy Benedykt Dybowski i Wiktor Godlewski. Pomiarów całego Bajkału dokonała dopiero w latach 1896–1902 wyprawa Rosyjskiego Urzędu Hydrograficznego. Z początkiem lat 30. XX w. założona przez Gleba J. Wiereszczagina Bajkalska Stacja Limnologiczna otrzymała do dyspozycji pierwsze echosondy, przy pomocy których przeprowadzono w latach 1931–1934 pierwsze kompleksowe pomiary głębokości jeziora. Pozwoliły one sporządzić mapę rzeźby dna Bajkału i ustalić jego największą głębokość wynoszącą 1741 m. Przy pomocy echosond nowej generacji otrzymanych w 1957 przeprowadzono badania środkowej części jeziora. Największa znaleziona głębia znajduje się w środkowej części akwenu, w odległości 8–12 km od wyspy Olchon. Maksymalna stwierdzona głębokość została oceniona na nieco ponad 1600 m, a głębokości zbliżonej do 1741 m w ogóle nie stwierdzono. Kontrolne pomiary z lodu, przeprowadzone w marcu 1960 r. dały wynik 1620 m (czasami 1619 m), który utrzymywał się na mapach przez wiele lat.
Ważnymi badaczami Bajkału byli polscy zesłańcy:
- Benedykt Dybowski,
- Aleksander Czekanowski,
- Jan Czerski,
- Wiktor Godlewski.

Oprócz tego znaczne zasługi w badaniach jeziora położyli rosyjscy i sowieccy uczeni: F.K. Driżenko (hydrologia), G.J. Wierieszczagin, P.P. Szerstjankin.
Według nowych danych maksymalna głębokość jeziora jest równa 1642 m. Jego dno znajduje się na głębokości 1186,5 m p.p.m., co oznacza, że Bajkał jest największą światową kryptodepresją. Głębokość średnia wynosi 730 m. W 2008 dwie rosyjskie załogowe łodzie podwodne Mir-1 i Mir-2 dotarły do dna jeziora osiągając zanurzenie według różnych źródeł 1580 m i 1592 m. W sierpniu 2009 Mir-1 osiągnął głębokość 1640 m. Zasoby wodne jeziora wynoszą 23 tys. km³, co stanowi 1/5 światowych zasobów powierzchniowej wody słodkiej.

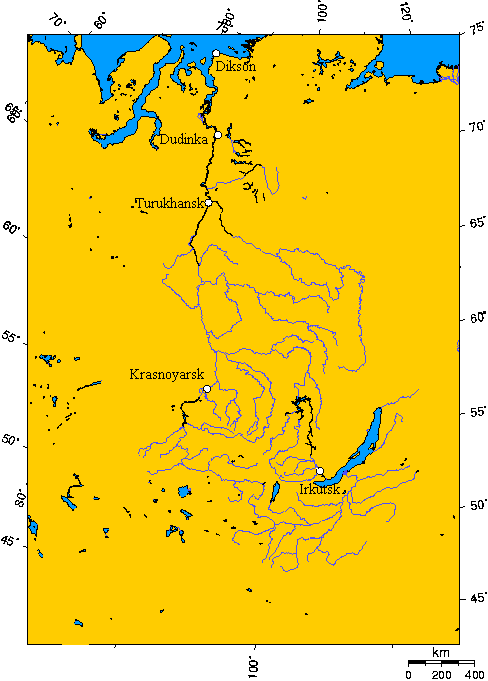
Dorzecze Jeniseju

Jezioro ma powierzchnię 31,5 tys. km², w tym 27 wysp. Największą z nich jest Olchon o powierzchni 742 km².
Bajkał ma 336 dopływów, z czego najważniejsze to Selenga, Barguzin czy Górna Angara. Ujścia rzek są deltowate. Wypływa z niego jedna rzeka – Angara, prawy dopływ Jeniseju. Powierzchnia zlewiska jeziora wynosi 557 tys. km².

## Geologia

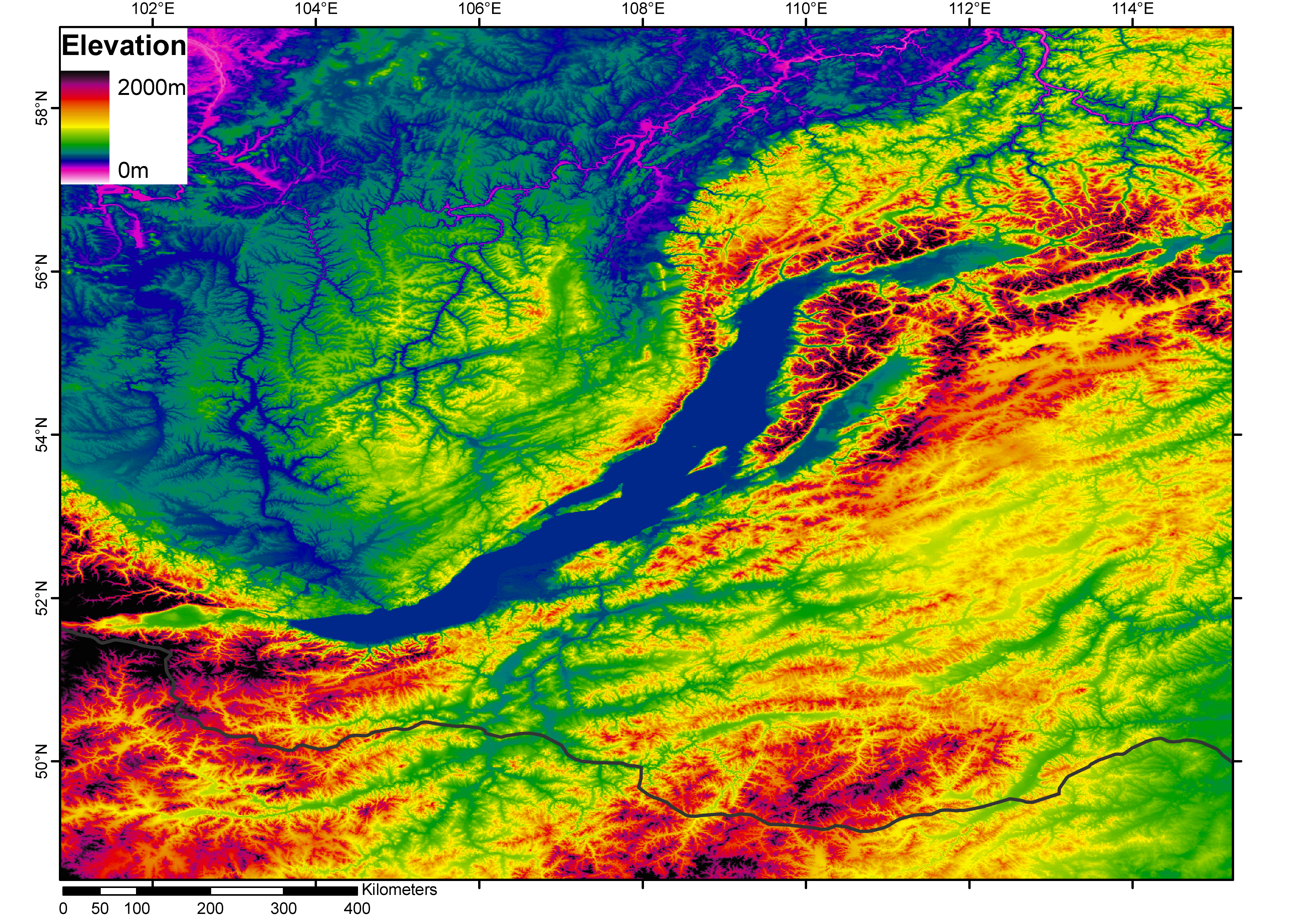
Mapa fizyczna okolic Jeziora Bajkał

Jezioro znajduje się w ryfcie bajkalskim. Jego powstanie wiąże się z odsuwaniem się płyty amurskiej od płyty euroazjatyckiej wywołanym kolizją płyty indyjskiej z Azją, rozszerzeniem pacyficznych stref subdukcji i ciepłem płaszcza ziemskiego.
Ocenia się, że wiek Bajkału może być większy niż 25 mln lat. W tym czasie na dnie gromadził się materiał osadowy przynoszony przez rzeki. Grubość osadów dennych ocenia się na ponad 7 km.

## Klimat i krajobraz
Miąższość lodu na powierzchni jeziora różnicuje się od 0,4 do 1,2 m w okresie od grudnia do maja. Wodę cechuje niskie stężenie substancji rozpuszczonych i zawiesin, z czym jest związana wysoka przezroczystość dochodząca do 40 m. Również lód jest tak przezroczysty, że nawet w odległości kilkudziesięciu metrów od brzegu widać dno.
Można wyróżnić dwa podstawowe typy wiatrów w pobliżu Bajkału:
- podłużne (inna nazwa przechodnie) – suche i silne wiatry wiejące wzdłuż dłuższej osi jeziora zorientowanej z południowego zachodu do północnego wschodu, lokalnie nazywane wierchowik i kułtuk,
- poprzeczne – wiejące dolinami rzek w stronę jeziora, prostopadle do wiatrów podłużnych, należą do nich m.in. barguzin, sarma, buguldiejka, tarchaika, pokatucha, selenga, angara, szełonnik.

Rozkład dominujących wiatrów jest zdeterminowany przez masywy górskie, głęboko wcinające się doliny rzek uchodzących do jeziora oraz północno-zachodnią cyrkulacją mas powietrza. Wody są bardzo intensywne mieszane, co skutkuje dobrym natlenieniem głębin.
Jezioro to cechuje się wyjątkowo zrównoważonym ekosystemem, wykształconym przez trwające miliony lat procesy regulacyjne.

## Flora, fauna i ochrona przyrody
Bajkał charakteryzuje wielkie bogactwo flory i fauny. Ocenia się, że występuje w nim ok. 2630 gatunków roślin i zwierząt, w tym wiele (60%) gatunków endemicznych, np. foka bajkalska (Pusa sibirica, wcześniej Phoca sibirica), omul bajkalski (Coregonus migratorius Georgi), gołomianka (Comephorus baicalensis) czy cyraneczka bajkalska (Anas formosa).
W rejonie Bajkału jest pięć głównych obszarów chronionej przyrody (trzy ścisłe rezerwaty – zapowiedniki, w tym Rezerwat Barguziński oraz dwa parki narodowe) o łącznej powierzchni ponad 17 tysięcy km². Występuje także dziesięć rezerwatów przyrody – zakazników o łącznej powierzchni przekraczającej 5 tysięcy km² oraz ponad 100 pomników przyrody, choć istnieją też inne dane nt. liczebności dwóch ostatnich kategorii. W 1996 Bajkał wraz z przyległymi terenami (Nadbajkalski Park Narodowy, Zabajkalski Park Narodowy, Barguziński Rezerwat Biosfery, Rezerwat Bajkalsko-Leński, Bajkalski Rezerwat Biosfery) został wpisany na listę światowego dziedzictwa UNESCO.

## Gospodarka
Jezioro ma duże znaczenie dla żeglugi i rybołówstwa. Dwa największe porty nad Bajkałem to Ust´-Barguzin i Siewierobajkalsk. Na przełomie lat 80/90. XX w. połowy ryb wynosiły 20 tys. cetnarów (2 tys. ton, 1 cetnar w Rosji = 100 kg) ryby rocznie, z tego 70% stanowi omul bajkalski. Przed 1941 r. roczne połowy były kilkukrotnie większe. W okolicach Bajkału przebiega Kolej Transsyberyjska i Kolej Bajkalsko-Amurska.
We wrześniu 2013 Kombinat Celulozowo-Papierniczy został zamknięty. Po ponad 50 latach działalności pozostało 6,5 mln ton toksycznego szlamu, zawierającego m.in. siarkę i związki chloru.

## Galeria

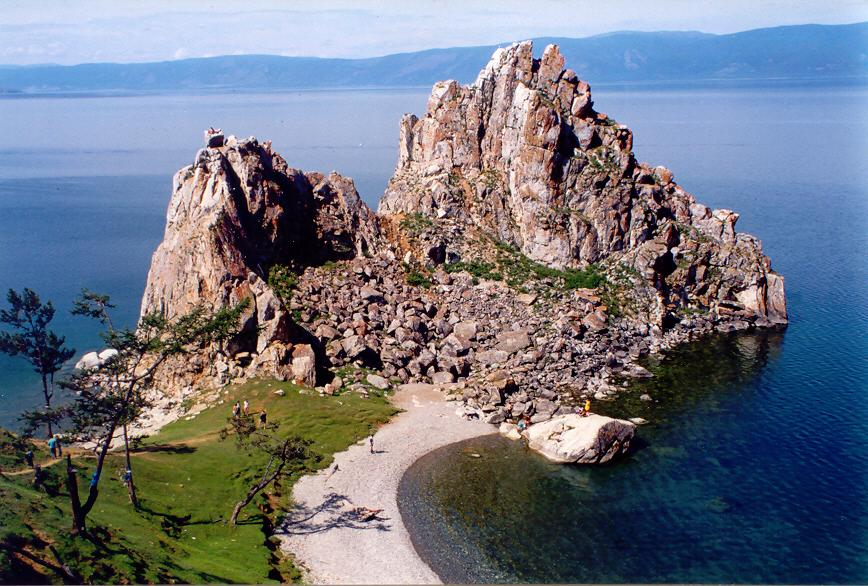
Skała „Szamanka” (Скала Шаманка) na Olchonie
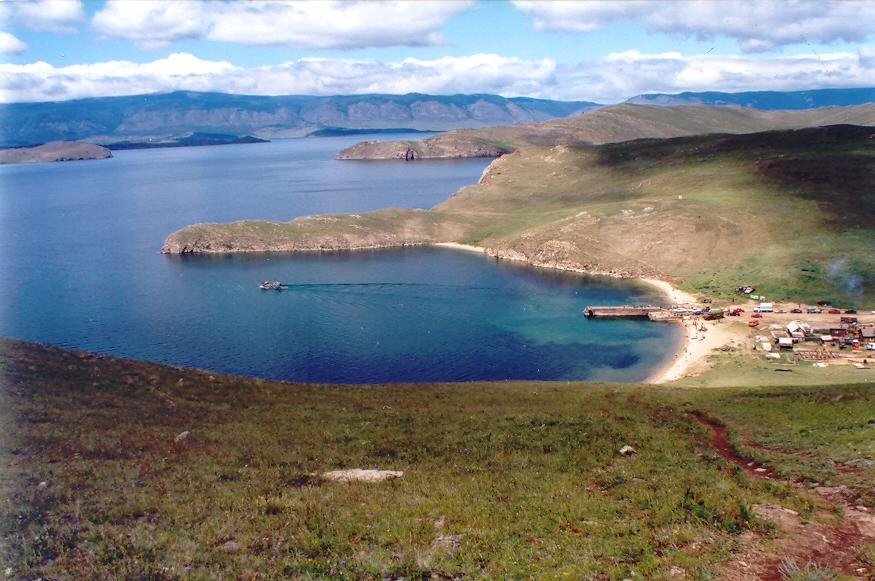
Cieśnina między zachodnim brzegiem Bajkału a Olchonem
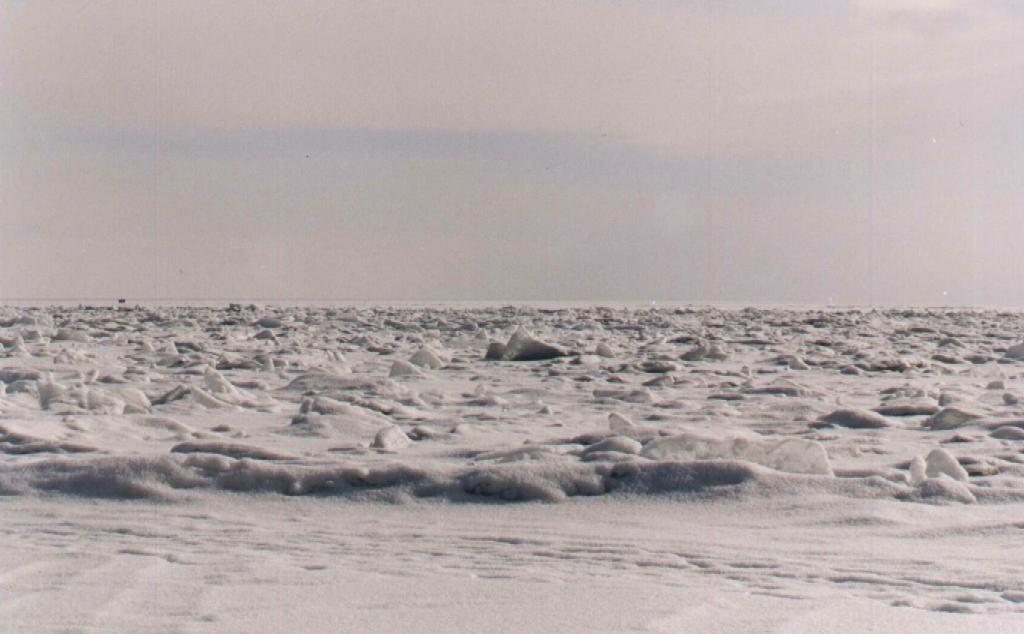
Jezioro Bajkał zimą
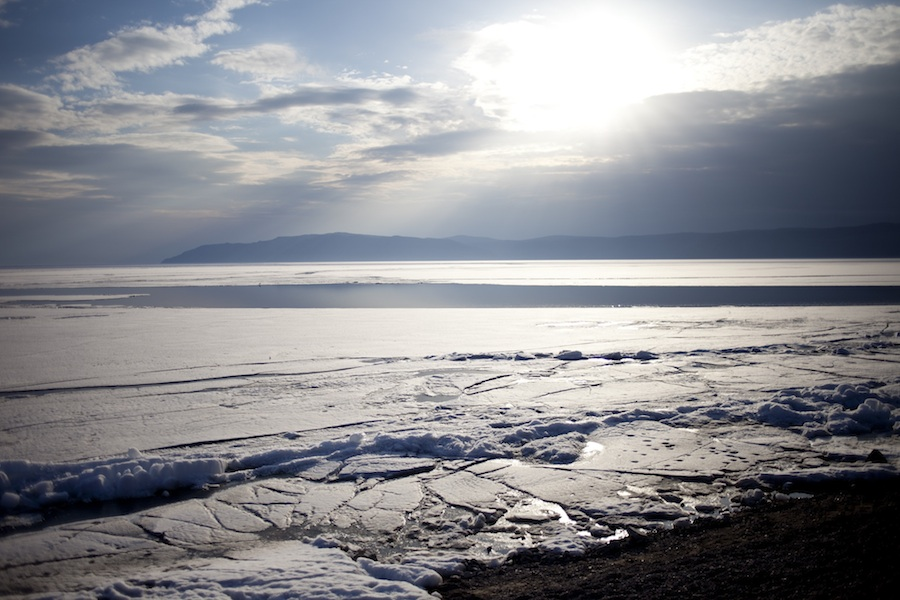
Południowy Bajkał na przełomie kwietnia i maja
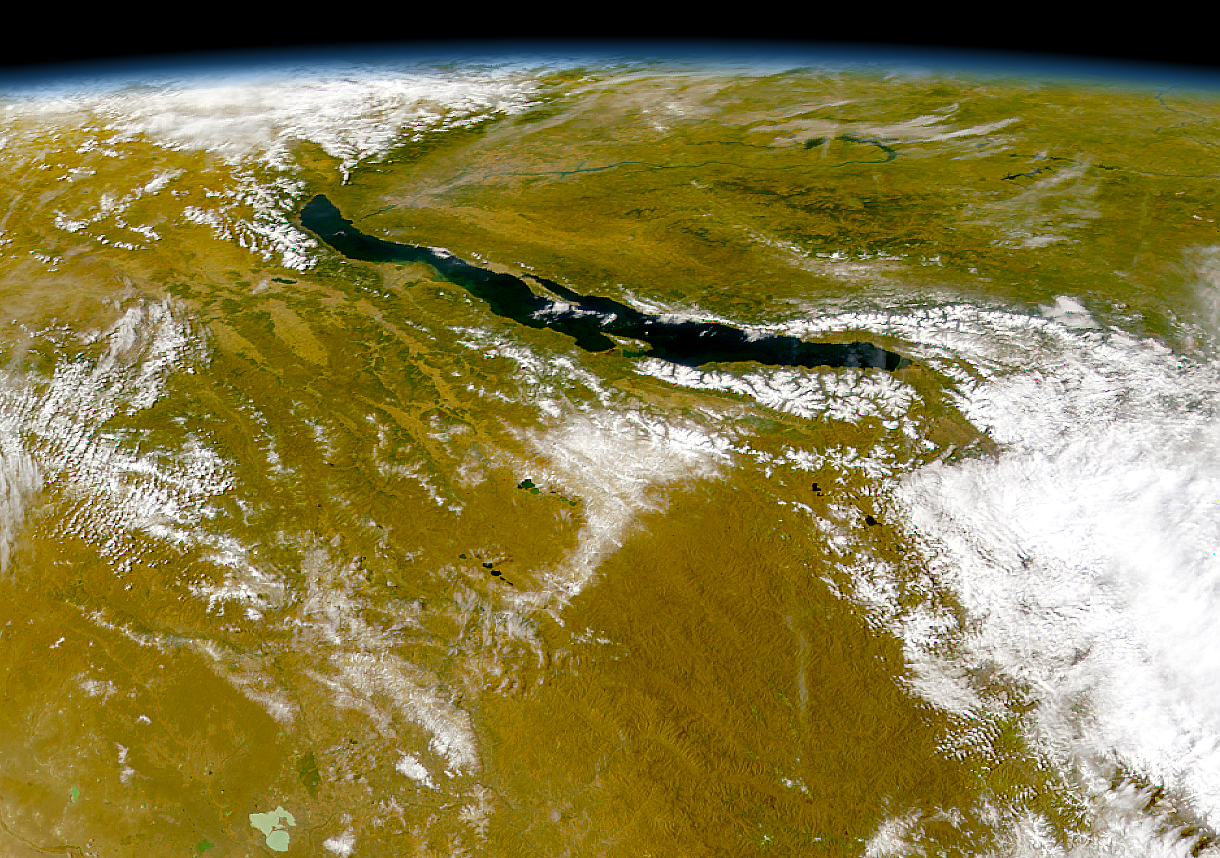
Bajkał widziany z kosmosu
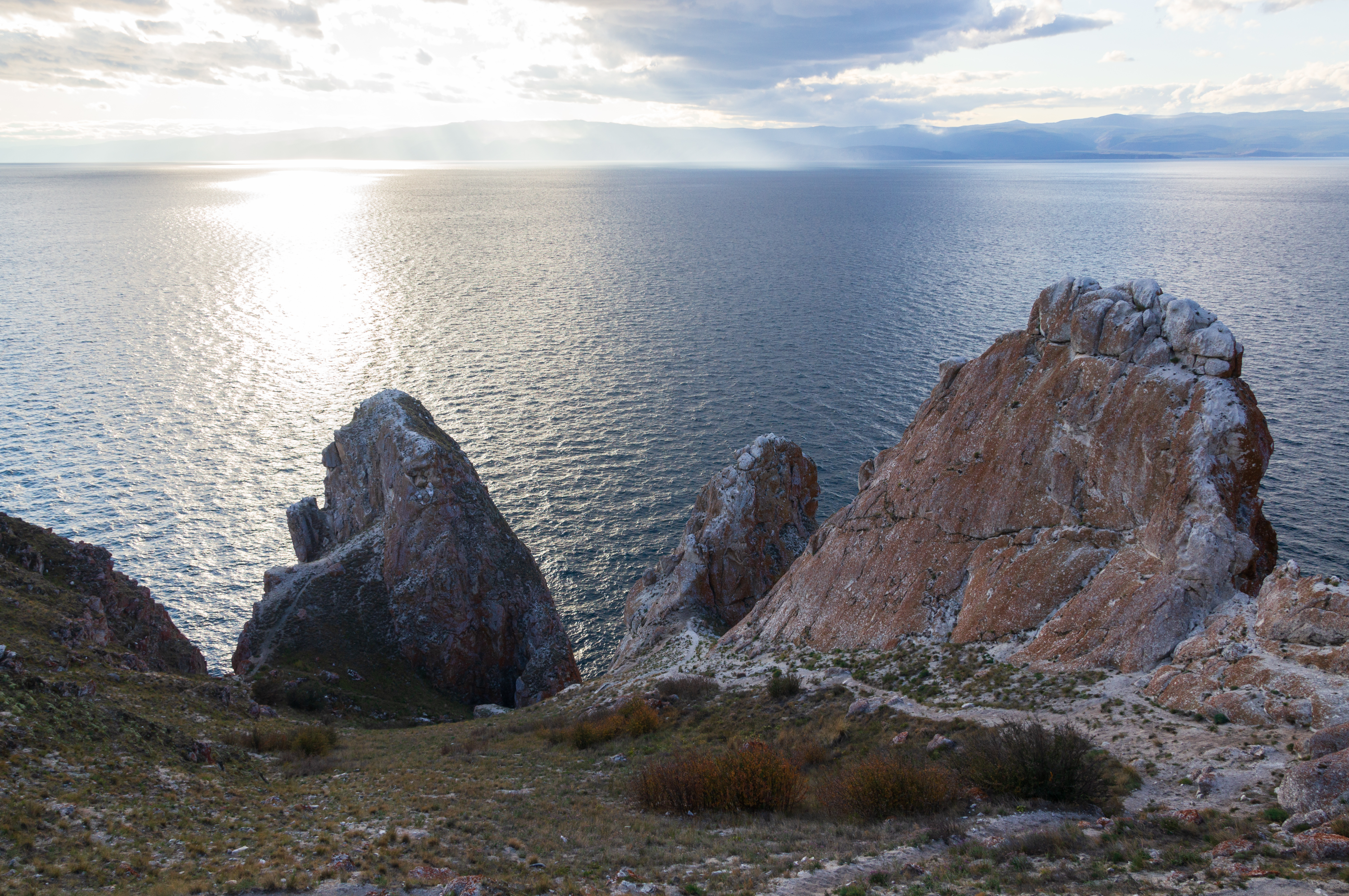
Bajkał z brzegu
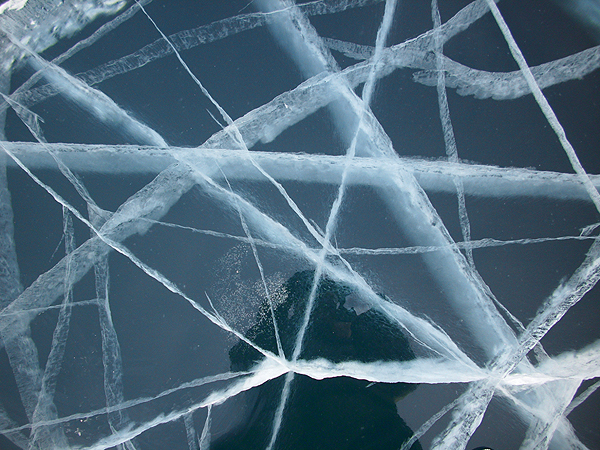
Lód Bajkału
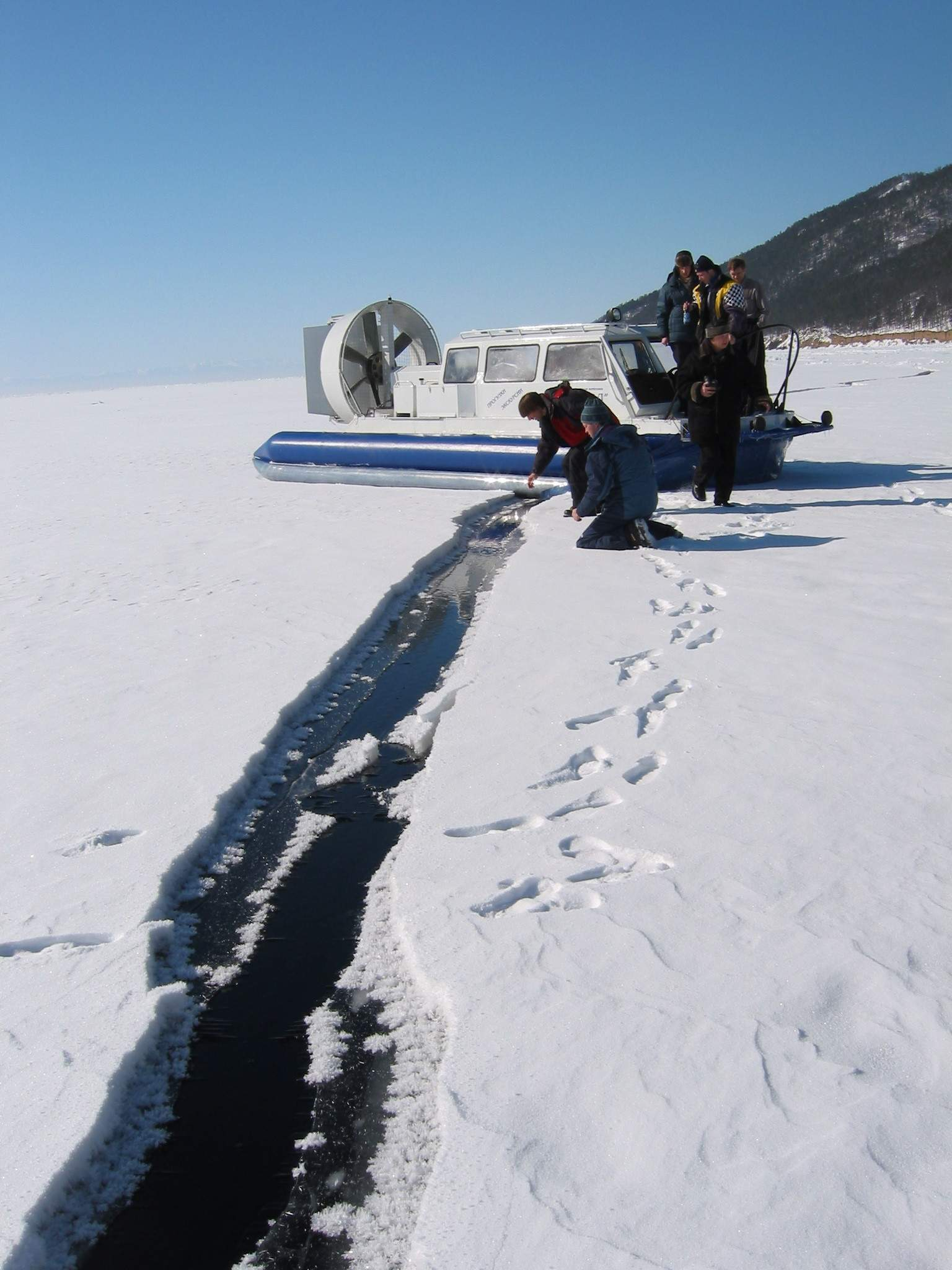
Badania pokrywy lodowej przy poduszkowcu